# Cratere Stanton
Stanton  è un cratere sulla superficie di Venere. Deve il proprio nome alla suffragista statunitense Elizabeth Cady Stanton (1815-1902).